# Platycleis kabila
Platycleis kabila är en insektsart som först beskrevs av Pierre Adrien Prosper Finot 1893.  Platycleis kabila ingår i släktet Platycleis och familjen vårtbitare. Inga underarter finns listade i Catalogue of Life.